# Östergötlands runinskrifter 45
Runinskrift Ög 45 är ristad på en runhäll vid herrgården Björnsnäs i Kvillinge socken, Norrköpings kommun och Bråbo härad i Östergötland.

## Runhällen
Hällen befinner sig närmare bestämt hundra meter nordväst om den bro som går över Torshagsån. Den forntida bro som står omnämnd i texten var troligen placerad på samma ställe som dagens bro. Enligt en skylt som Norrköpings stadsmuseum satt upp vid runristningen, gick förmodligen den medeltida eriksgatan fram över bron. Ornamentiken består av en orm.
Enligt fornforskaren Carl Fredrik Nordenskiöld i "Östergötlands minnesmärken" (1872), finns det en lokal tradition som förklarar motivet: En överste som på den tiden bodde på Björnsnäs, fick under en ritt kring ägorna syn på ormen och beslöt skjuta på den. Ormen var dock snabbare, förföljde hästen och slukade både denna och ryttaren.

## Inskriften
Translitterering av runraden:
: harþi : auk : sikrif : litu : haukua : haili : þaisi : auk : kairþu : buru : þaisi : aiftiʀ : nan : buþur : sin :
Normalisering till runsvenska:
Harði ok Sigræifʀ letu haggva hælli þessi ok gærðu bro þessi æftiʀ Nann, broður sinn.
Översättning till nusvenska:
Harde och Sigrev läto hugga denna häll och gjorde denna bro efter Nan, sin broder.

### Fotnoter
1. ↑  Fornminnesregistret:
2. ↑  Riksantikvarieämbetet: 16:1
3. 1 2  Samnordisk runtextdatabas, Ög 45, 2014
4. ↑  Erik Brate, red (1911-1918). Sveriges runinskrifter. Bd 2, Östergötlands runinskrifter. Stockholm: KVHAA. http://www.raa.se/runinskrifter/sri_ostergotland_b02_h01_text.pdf